# Malvern Hills
Malvern Hills este un district nemetropolitan în Regatul Unit, în comitatul Worcestershire din regiunea West Midlands, Anglia.

## Orașe din cadrul districtului
- Malvern
- Tenbury Wells
- Upton-upon-Severn

## Vedeți și
- Listă de orașe din Regatul Unit